# Burg Menthon-Saint-Bernard

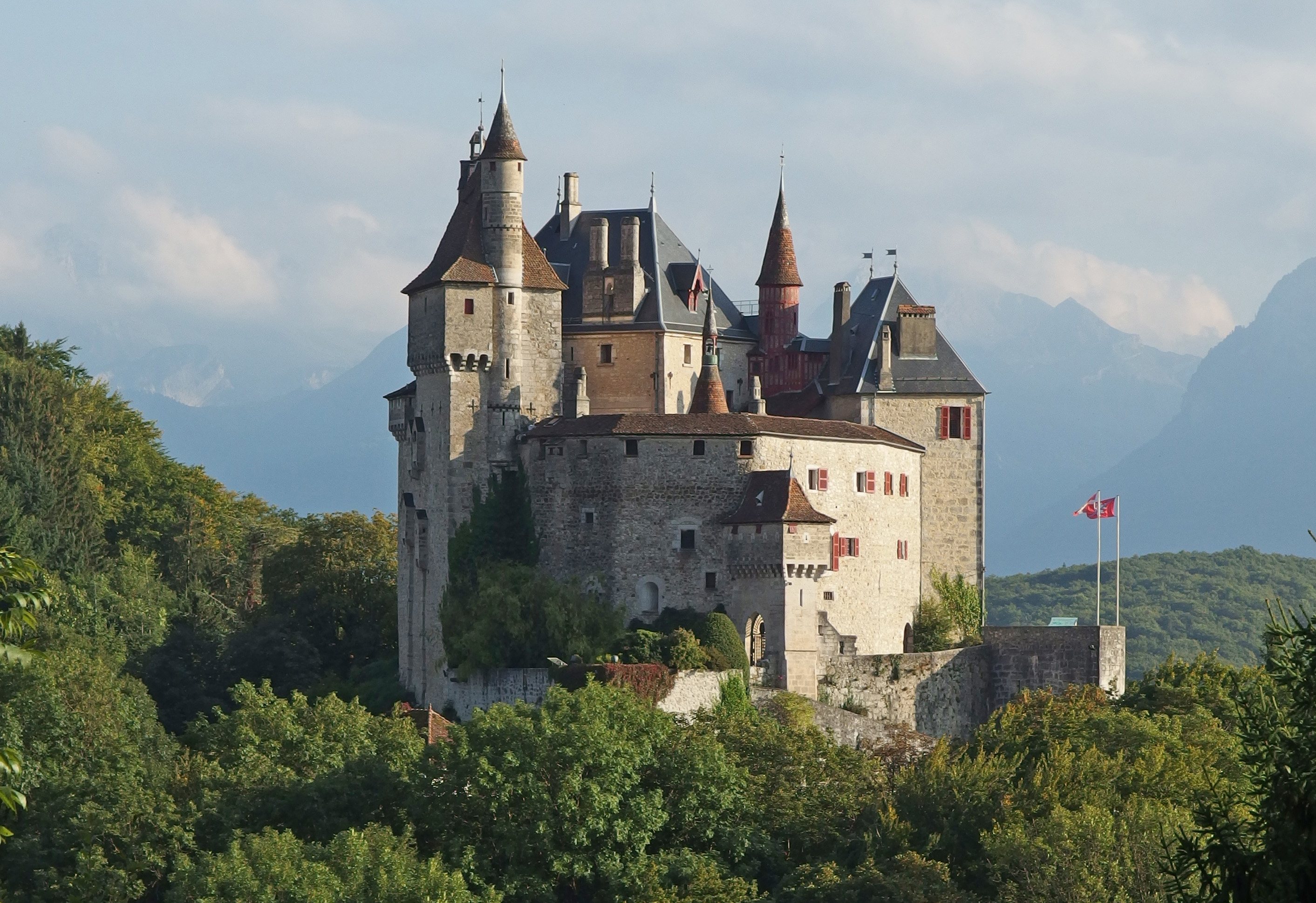
Ansicht der Burg Menthon-Saint-Bernard von Norden

Die Burg Menthon-Saint-Bernard (französisch Château de Menthon-Saint-Bernard) ist eine Burganlage im Ort Menthon-Saint-Bernard im französischen Département Haute-Savoie. Sie steht auf 600 Meter Höhe über dem Ort und dem Lac d’Annecy.
Die Anlage gehörte vom 13. bis 18. Jahrhundert und – nach einer kurzen Unterbrechung im 17. und 18. Jahrhundert – bis heute der einflussreichen Adelsfamilie de Menthon, deren Mitglieder erst Herren und dann Barone waren, ehe sie schließlich in den Grafenstand erhoben wurden. Die Burg war im Laufe ihrer Geschichte immer bewohnt und wurde deshalb stets gut unterhalten. Nach Umgestaltungen im Stil der Neugotik öffnete die Eigentümerfamilie die Anlage 1903 für Besucher. Sie ist seit dem 21. Februar 1989 als Monument historique denkmalgeschützt.

## Geschichte
Die Burg wurde 1249 erstmals urkundlich erwähnt. Zu jener Zeit gehörte die Anlage der Familie Menthon, die mit Jean de Menthon schon 1190 eine erste schriftliche Erwähnung erfuhr. Die Burg war anfangs vermutlich nur ein einzelner hölzerner Wachturm, der dort stand, wo sich früher ein römisches oppidum befand. Er diente zur Sicherung der Schifffahrt auf dem Lac d’Annecy und des Verkehrs auf der einstigen Römerstraße von Genf nach Italien. Dass dieser Ort sehr alte Wurzeln hat, bezeugt zugleich die Bezeichnung "Menthon", die auf einen vorkeltischen Ursprung hindeutet und "auf dem Felsen" bedeutet. Aller Wahrscheinlichkeit nach wurde Bernhard von Menthon, der das Hospiz auf dem Grossen St. Bernhard gründete, auf dieser Burg geboren.

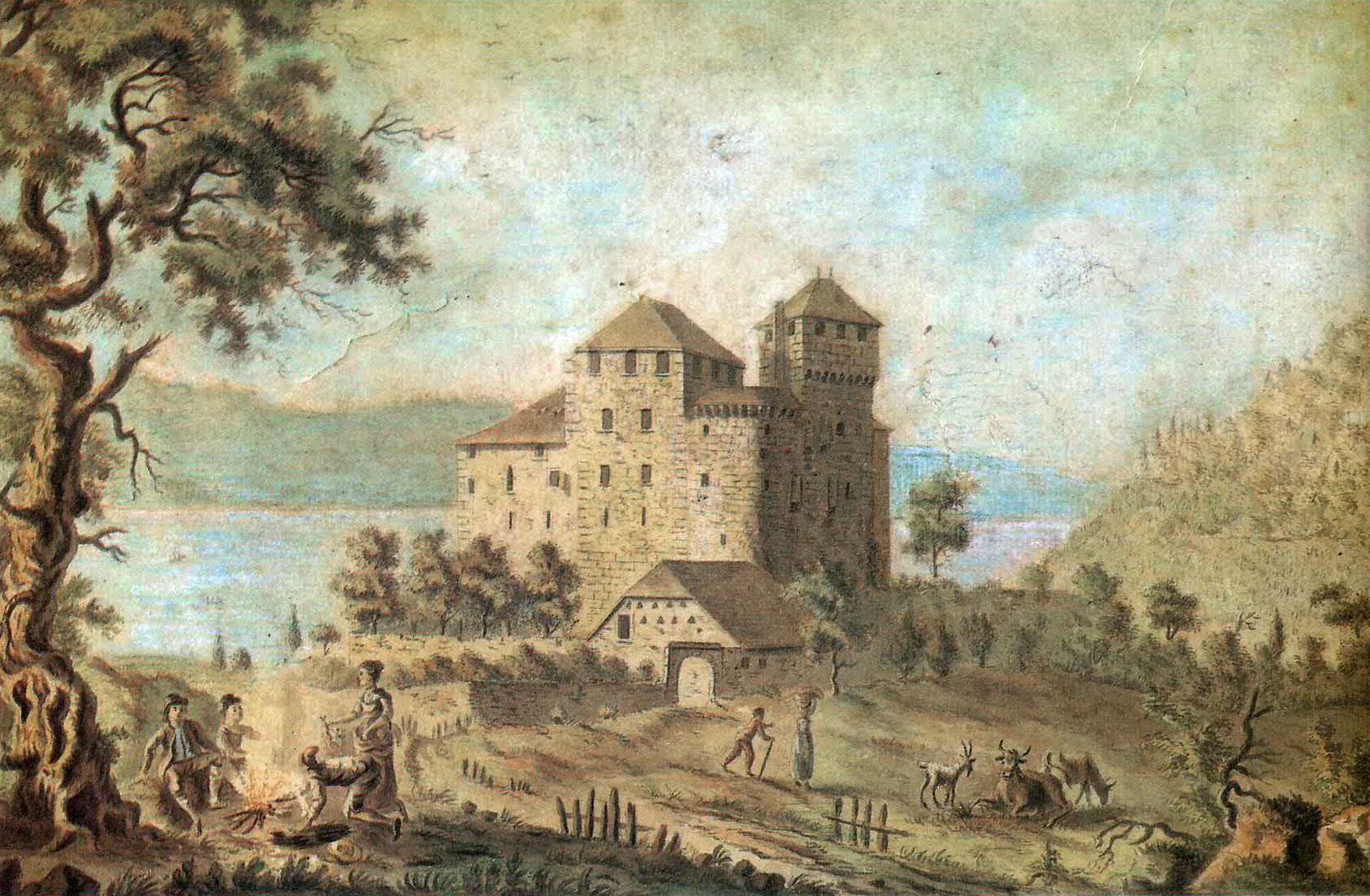
Abbildung der Burg aus der Zeit vor 1880

Der hölzerne Wachturm wurde im Mittelalter durch einen steinernen Wohnturm ersetzt, dem bald der Waffenturm (französisch Tour des Armes) und schließlich der Seeturm (französisch Tour du Lac) folgten. Die Burgherren ließen sie durch Kurtinen miteinander verbinden, deren oberen Anschluss ein Wehrgang bildete. Ab der Renaissance wurde dieser nach und nach durch Wohngebäude ersetzt. Ab 1740 ließ Bernard VI. de Menthon die Burg moderner und komfortabler gestalten. Unter anderem errichtete er an der Südseite ein Wohngebäude, das Seefassade (französisch Façade du Lac) genannt wird und den Raum zwischen dem Wohnturm an der Ostseite und dem Seeturm im Westen ausfüllt. Bernards Tochter Françoise aus der Ehe mit Marguerite de Lescheraine erbte den Besitz und brachte ihn durch Heirat mit Louis Veuillet de la Saulnière, Graf von Domessin und Marquis von Yenne, 1746 an seine Familie. Ihre Kinder verkauften die Burg am F. Ruphy, aber im Jahr 1820 erwarb Balthazar Louis Bernard de Menthon die Anlage für seine Familie zurück. Während des Zweiten Kaiserreichs war der Bischof von Orléans, Félix Dupanloup, häufig zu Gast auf Menthon-Saint-Bernard, sodass heute ein Zimmer der Anlage nach ihm benannt ist.
Balthazars Nachfahr René de Menthon ließ die Burg ab 1880 durch die Architekten Charles Suisse, einem Schüler Eugène Viollet-le-Ducs, und Adolphe Prost gemäß der seinerzeit herrschenden Strömung der Romantik im Stil der Neugotik umgestalten. Dabei erhielt die Burg ihr heutiges äußeres Aussehen mit kleinen verspielten Tourellen und einer Fachwerk-Galerie im Innenhof. Das typisch savoyardische der Anlage ging dabei allerdings verloren. Auch die heutige Gestaltung der Repräsentationsräume stammt aus jener Zeit. Kurz nachdem die Arbeiten beendet waren, öffneten die Burgeigentümer die Anlage 1903 für Besucher. Heute gehört sie den Brüdern Pierre-Henri und Maurice de Menthon, Neffen des ehemaligen französischen Wirtschaftsministers François de Menthon. Sie setzen die durch ihre Vorfahren begonnene Tradition fort und machen neun Räume der insgesamt 105 Burgzimmer für Besucher zugänglich. Sie können von Mai bis September im Rahmen von entgeltlichen Führungen besichtigt werden. Durchschnittlich 200 Besucher machen von diesem Angebot täglich Gebrauch. Außerdem vermieten die Burgeigentümer Räumlichkeiten im Weinkeller und einem Nebengebäude aus dem 17. Jahrhundert für Feste und andere Veranstaltungen.

## Beschreibung

### Architektur

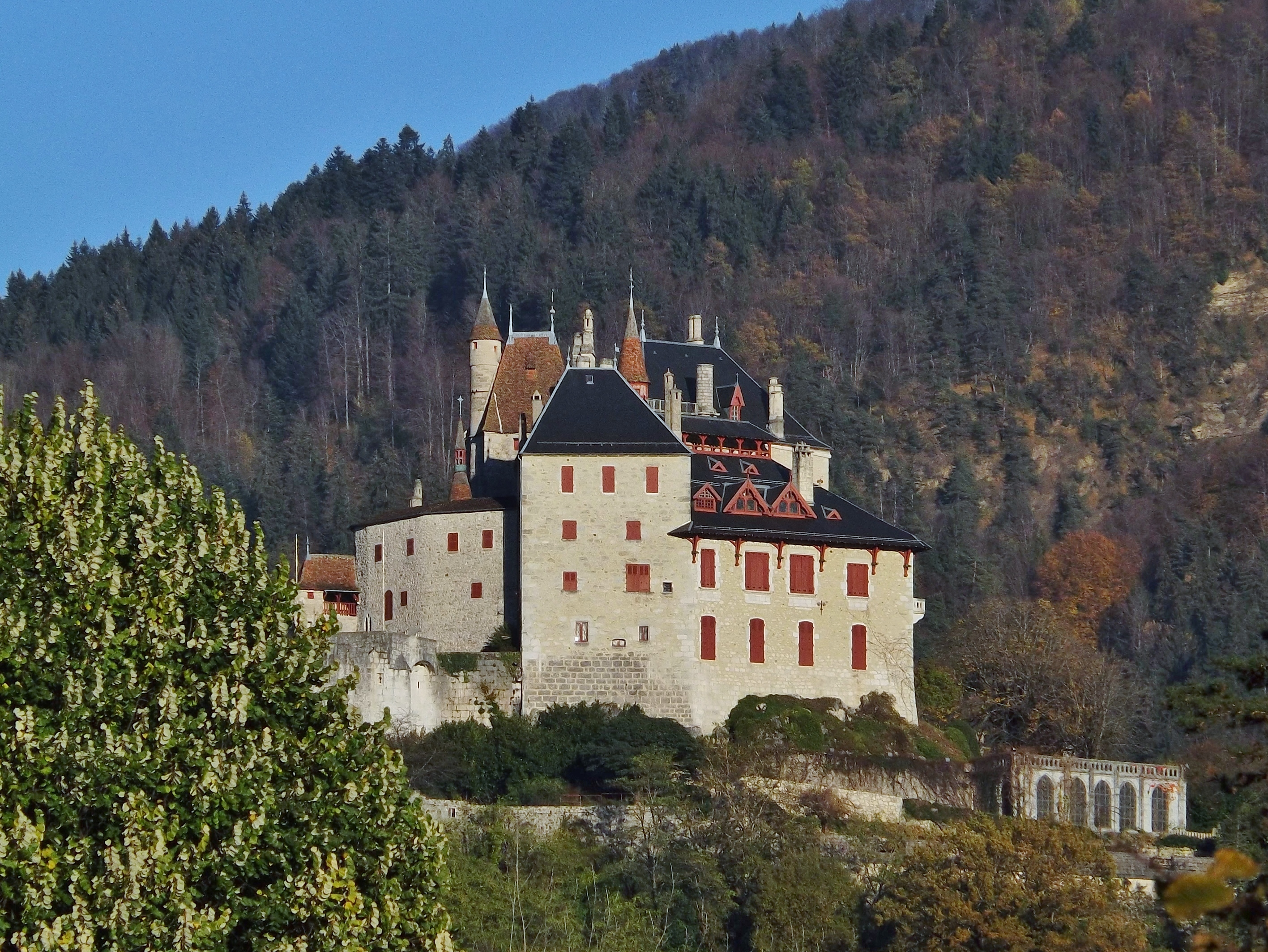
Ansicht der Burg von Südwesten

Die Burg steht auf einer Erhebung über dem Ort Menthon-Saint-Bernard und dem Lac dʼAnnecy auf 600 Meter Höhe. Die Anlage ist umgeben von einer Garten- und Parkanlage, ihr Grundriss wird durch die Form des Burgfelsens vorgegeben.
Die Silhouette der Anlage wird durch ihre drei großen, mittelalterlichen Türme bestimmt, die aus einem Gemisch aus Steinen und Mörtel bestehen. Auf dem höchsten Punkt des Burgfelsen steht an der Nordost-Seite der Waffenturm, der einen unregelmäßigen, viereckigen Grundriss besitzt und von einem runden Treppenturm flankiert wird. Etwas südlich davon steht der wuchtige Wohnturm, der als erstes Gebäude der Anlage errichtet worden ist. An der Westseite steht ein weiterer Vierecksturm, der Seeturm genannt wird. Mit seinem 9 × 12 Meter messenden Grundriss bewacht er den Zugang zur Burg und den Torbau mit einem schmiedeeisernen Gittertor, welches das Wappen der Herren von Grafen zeigt. Alle drei Türme wurden bereits im Mittelalter durch Kurtinen miteinander verbunden. Einige Teile dieser Mauern stammen noch aus dem 13. Jahrhundert – möglicherweise sogar aus dem 12. Jahrhundert. An ihre Innenseite lehnen sich mehrere Wohngebäude an, die sich gemeinsam mit den Türmen um einen kleinen Innenhof gruppieren.

### Innenräume
Die Gestaltung der Innenräume stammt mehrheitlich aus dem 18. und 19. Jahrhundert. Es finden sich dort aber auch Mobiliar und Einrichtungsgegenstände die aus dem 15. bis 17. Jahrhundert stammen, unter anderem ein Gobelin und mehrere flämische Tapisserien.
In dem Raum, von dem vermutet wird, dass er einst das Zimmer Sankt Bernhards war, wurde ein Oratorium eingerichtet. Der Legende nach soll er von dort aus geflohen sein, um nicht dem Wunsch seines Vaters entsprechen und Marguerite de Miolans heiraten zu müssen. Mit der Burgkapelle erinnert ein weiterer Raum an den bekanntesten Sohn der Burgherrenfamilie. Sie war früher dem heiligen Veran geweiht und ist schon für das Jahr 1262 schriftlich verbürgt. Damals bestand sie nur aus dem heute niedrigen Teil. In diesem Bereich steht eine hölzerne Christusstatue aus dem 15. Jahrhundert. Ende des 19. Jahrhunderts oder 1907 ließ René de Menthon dem bestehenden Bau den heute höheren Teil zu ehren Sankt Bernhards anfügen. Ihm ist die Kapelle heute auch geweiht. Zu ihrer Ausstattung zählt ein Reliquiar, in dem ein Backenzahn des Heiligen aufbewahrt wird. Das Halbkuppelgewölbe des Chors ist mit einem Fresko verziert, das unter anderem Bernhard beim Kampf gegen das Böse zeigt.
Im Schlafzimmer der Gräfin von Menthon, das auch Sälchen (französisch Sallette) genannt wird, ist noch die architektonische Ausstattung des 15. bis 16. Jahrhunderts erhalten. Die Balkendecke ist sogar noch älter, ihre Bemalung stammt aus dem 13. Jahrhundert. Im Raum sind Möbel des 18. Jahrhunderts aus der Werkstatt der Grenobler Kunsttischlerfamilie Hache zu sehen. An den Wänden hängen Tapisserien des 17. Jahrhunderts aus Aubusson. Diese Art Wandbehänge finden sich auch im Kleinen Salon, der erst seit 2017 für Besucher der Burg zugänglich ist.
Der Große Salon in der Seefassade (auch Musikzimmer genannt) entstand – gemeinsam mit dem Esszimmer – im 18. Jahrhundert und wurde unter René de Menthon im neugotischen Stil überarbeitet. Der Raum besitzt einen monumentalen Kamin auf dessen Sims das steinerne Wappen der Familie Menthon prangt. An den Wänden hängen viele Porträts von Familienmitgliedern sowie ein venezianischer Spiegel aus dem 15. Jahrhundert und ein Gobelin von 1730, den der französische König Ludwig XV. einst seinem Staatsminister Germain Louis Chauvelin schenkte. An der Kassettendecke sind die Wappen derjenigen Familien zu sehen, die im 19. Jahrhundert durch Heirat mit den Menthons verbunden waren. Besondere Möbel dieses Raums sind die Hochzeitstruhen, von denen eine noch aus dem 15. Jahrhundert stammt.
Die Bibliothek liegt im unteren Teil des Wohnturms und wurde dort in der Mitte des 19. Jahrhunderts eingerichtet. Den Grundstock legte die Bibliothek der Familie de Richardot de Choisey aus Dole, die durch Heirat von Anne de Richardot de Choisey mit dem Grafen Balthazar de Menthon 1801 an dessen Familie kam. Die Bibliothek umfasst heute rund 12.000 Werke aus der vorrevolutionären Zeit, darunter Manuskripte auf Pergament, Inkunabeln aus der zweiten Hälfte des 15. Jahrhunderts oder ein Stundenbuch von 1415. Neben den zahlreichen Bücherregalen finden sich in diesem Razum weitere Ausstattungsstücke aus Holz, so zum Beispiel die Kassettendecke und die hölzerne Verkleidung des Kaminabzugs, deren feine Schnitzereien Station aus dem Leben des heiligen Bernhard zeigen.
Ein weiterer Raum, der in der Burg besichtigt werden kann, ist der sogenannte Pilgersaal (französisch Salle des Pélerins) im ersten Geschoss des Seeturms liegt. Früher war er einmal die Burgküche und diente zugleich auch als Wachensaal. Dort konnten sich Pilger ausruhen, die auf der Reise nach Rom, Jerusalem oder Santiago de Compostela waren. Die Raumausstattung, darunter die Holzbalkendecke, stammen aus dem 15. Jahrhundert. Als Ersatz für die mittelalterliche Küche wurde im 19. Jahrhundert ein neuer Küchenbereich geschaffen, der über eine 15 Meter lange, in den Felsen gehauenen Durchreiche verfügt.